# Príbelce
Príbelce és un poble i municipi d'Eslovàquia. Es troba a la regió de Banská Bystrica.

## Història
La primera menció escrita de la vila es remunta al 1244.

## Demografia
| Godina             | 1994 | 2004   | 2014   | 2024   |
| ------------------ | ---- | ------ | ------ | ------ |
| Nombre de persones | 627  | 585    | 571    | 569    |
| Diferència         |      | −6,69% | −2,39% | −0,35% |

| Godina             | 2023 | 2024   |
| ------------------ | ---- | ------ |
| Nombre de persones | 561  | 569    |
| Diferència         |      | +1,42% |